# لالایی (فیلم ۲۰۱۰)
لالایی (لهستانی: Kołysanka) یک فیلم کمدی لهستانی به کارگردانی یولیوش ماخولسکی است که در سال ۲۰۱۰ منتشر شد.

## گزیدهٔ بازیگران
- روبرت وینتسکیویچ
- ماوگوژاتا بوچکوفسکا
- کشیشتف کیرشنوفسکی
- کشیشتف استلماژیک
- یاتسک کومان
- اِوا ژنتک
- الکساندرا کیسیو
- ماچئی مارچفسکی
- کاتاژینا کویاتکوفسکا
- پشمیسواف بلوشچ
- آنتونی پاولیتسکی
- ایلونا اوستروفسکا
- یانوش خابیور
- یان مونچکا